# Det våras för sheriffen
Det våras för sheriffen (originaltitel: Blazing Saddles) är en amerikansk westernkomedi från 1974 i regi av Mel Brooks. I huvudrollerna ses Cleavon Little, Gene Wilder, Harvey Korman, Slim Pickens och Madeline Kahn.

## Handling
Det är järnvägens gyllene tidsålder och det skall dras en järnvägslinje genom det lilla samhället Rock Ridge, där alla verkar heta Johnson i efternamn. Hedley Lamarr vet att detta kommer att få markvärdet att öka. Han försöker skrämma bort byborna genom att anlita det värsta gäng busar som kan uppbringas, samt får westerns första färgade sheriff placerad i Rock Ridge. Allt för att komma över marken. Naturligtvis går det inte som planerat.

## Rollista i urval
- Cleavon Little - Sheriff Bart
- Gene Wilder - Jim (The Waco Kid)
- Slim Pickens - Taggart
- Burton Gilliam - Lyle
- Alex Karras - Mongo
- Mel Brooks - William J. LePetomane / indianhövding
- Harvey Korman - Hedley Lamarr
- Madeline Kahn - Lili Von Shtupp
- Dom DeLuise - Buddy Bizarre
- John Hillerman - Howard Johnson
- David Huddleston - Olson Johnson
- Liam Dunn - Rev. Johnson
- George Furth - Van Johnson
- Jack Starrett - Gabby Johnson
- Carol Arthur - Harriett Johnson
- Richard Collier - Dr Sam Johnson
- Richard Vitigliano - Anal Johnson
- Robyn Hilton - Miss Stein
- Count Basie - spelar sig själv

## Produktion och mottagande
En av rollfigurerna heter Hedley Lamarr, vilket anspelar på skådespelerskan Hedy Lamarr (1914–2000), något som Hedy Lamarr stämde dem för. Rollfiguren kallas dessutom ofta för "Heddy", vilket vederbörande kraftigt protesterade mot.
William J. LePetomane har samma namn som den franske flatulensartisten Joseph Pujols artistnamn. Filmen sägs vara den första med hörbara fisar, vilket sker ett antal gånger runt en lägereld och bland folk som ätit mycket bönor.
Mel Brooks tillfrågade John Wayne om han ville spela rollen som Waco Kid. Han avböjde dock då han trodde att filmen skulle vara ett alltför stort avsteg från hans egen karriärs stil. Wayne tyckte att humorn var alltför grov men mycket underhållande. Efter flera andra provspelningar tog till slut Gene Wilder över rollen.
Under inspelningen av filmen gav Wilder grunduppslaget – att Viktor Frankensteins sonson skydde sina berömda släktingar – till Brooks nästa film Det våras för Frankenstein.
Filmen nominerades till tre Oscar: bästa sång, bästa klippning och bästa kvinnliga biroll (Madeline Kahn).